# Micela

Schéma micely ve vodním roztoku tvořeném fosfolipidy

Micely jsou shluky molekul tenzidů dispergované v kapalném médiu. Typická micela ve vodném roztoku (tzv. micelární roztok) vytváří agregáty s hydrofilní částí molekuly orientovanou do vodného prostředí a hydrofobní částí skrytou uvnitř. Nejčastěji mají micely přibližně kulovitý tvar, ale mohou vytvářet i elipsoidy, válce a dvojvrstvy. Tvar a velikost micely jsou ovlivněny jak geometrií molekuly tenzidu, tak i vlastnostmi roztoku, např. koncentrací tenzidu, teplotou, pH a iontovou silou.

## Historie
Schopnost mýdlového roztoku vystupovat jako detergent je známá několik století. Složení takového roztoku bylo ale objasněno až na začátku 20. století. První práci na toto téma vytvořil James William McBain na University of Bristol. Předpokládal existenci „koloidních iontů“, které by vysvětlily dobrou elektrickou vodivost roztoku palmitanu sodného.

## Solvatace
Volné molekuly tenzidu, které nejsou součástí micely, se nazývají „monomery“. Ve vodě jsou hydrofilní hlavy molekul tenzidu vždy v kontaktu s rozpouštědlem, bez ohledu, jestli je monomer součástí micely nebo je volný. Ale hydrofobní konce molekul se snaží minimalizovat kontakt s vodným prostředím, což vede ke tvorbě micel – tvorbou micel se snižuje energie systému. Naproti tomu monomery tenzidu obklopené vodou vytvářejí klece, kde jsou molekuly vázány pomocí vodíkových vazeb. Tyto útvary mají podobnou strukturu jako klatráty.
Micely tvořené ionogenními tenzidy interagují elektrostaticky s ionty, které je obklopují v roztoku. Ačkoli je náboj z větší části kompenzován nejbližším protiiontem, je interakce micely s rozpouštědlem patrná na značnou vzdálenost. Iontové micely ovlivňují mnoho vlastností rozpouštědla, včetně elektrické vodivosti. Přídavek soli ke koloidnímu roztoku může snížit sílu interakce a umožnit tvorbu velkých iontových micel.

## Energie vzniku
Micely vznikají pouze tehdy, když je koncentrace tenzidu vyšší než odpovídající kritická micelární koncentrace (KMC) a teplota systému je vyšší než kritická micelární teplota, tzv. Krafftova teplota. Vznik micel lze popsat pomocí termodynamiky: micely mohou spontánně vznikat díky rovnováze mezi entropií a entalpií. Ve vodném prostředí je hnací silou hydrofobní efekt, který dokáže překonat pokles entropie způsobený vznikem micely. Nad KMC je pokles entropie způsobený agregací molekul tenzidu do micely menší než nárůst entropie způsobený obalením micely molekulami vody. Mimo entropie je nutné uvažovat i elektrostatické interakce mezi částmi tenzidu s nábojem.

Schéma inverzní micely tvořené fosfolipidy v organickém rozpouštědle.

## Inverzní micely
V nepolárním prostředí je interakce polárních částí molekuly s okolím nevýhodná, takže hydrofilní části molekuly jsou uschovány v jádře micely a hydrofobní skupiny tvoří vnější obal. Tvorba inverzních micel je obecně méně výhodná, protože může docházet k nevýhodným elektrostatickým interakcím mezi hydrofilními částmi molekul.

## Využití
Pokud je koncentrace tenzidů vyšší, než je odpovídající kritická micelární koncentrace, lze je využít jako emulgátory – látky, které převádějí nerozpustné sloučeniny do roztoku. Rozpouštění je způsobeno zabudováním sloučeniny do jádra micely. Běžným příkladem jsou detergenty, které slouží k čištění málo rozpustných mastných materiálů (oleje, vosky atd.). Další důležitou vlastností detergentů je snižování povrchového napětí, což usnadňuje odstraňování nečistot. Emulgační schopnosti tenzidů jsou důležité pro emulzní polymerizaci. Tohoto efektu se využívá v kosmetice a celkově péči o lidskou pleť pomocí micelární vody.
Vznik micel je nezbytný pro absorpci vitamínů rozpustných v tucích a složitých lipidů lidským tělem.